# Jacques Deckousshoud
Jacques Deckousshoud (né le 12 mai 1964 au Gabon) est un joueur de football international gabonais, qui évoluait au poste de gardien de but.

## Biographie

### Carrière en sélection
Avec l'équipe du Gabon, il figure notamment dans le groupe des sélectionnés lors des CAN de 1996 et de 2000.